# Phlox bifida
Phlox bifida är en blågullsväxtart. Phlox bifida ingår i släktet floxar, och familjen blågullsväxter.

## Underarter
Arten delas in i följande underarter:
- P. b. bifida
- P. b. stellaria

## Bildgalleri

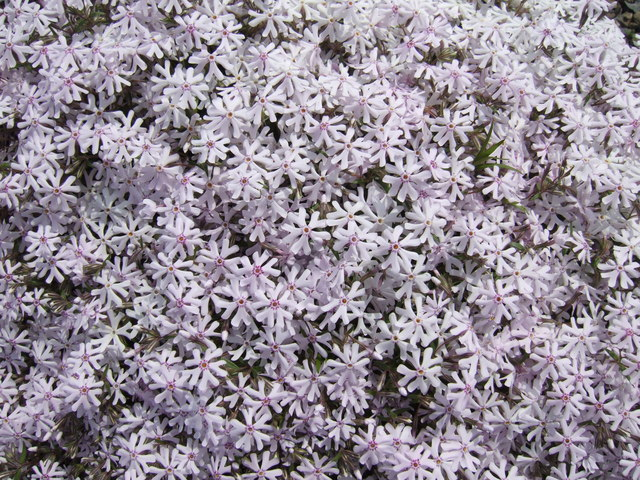
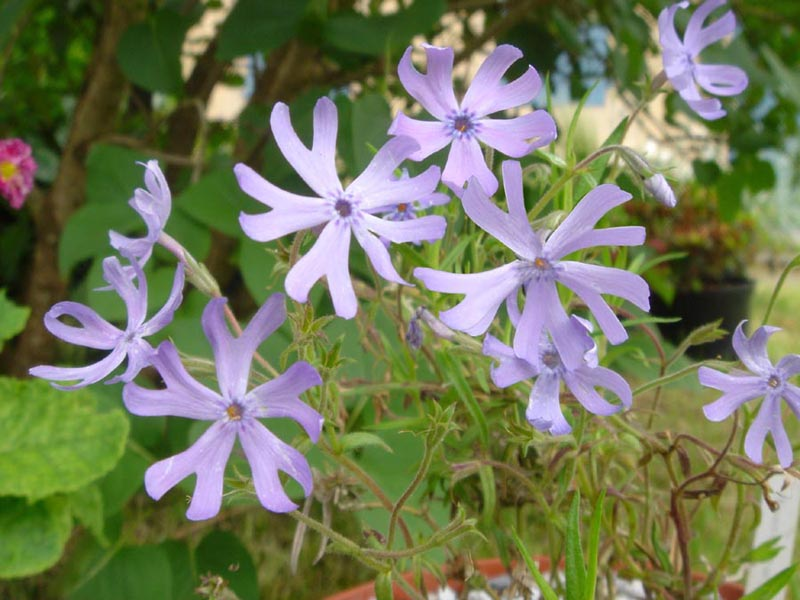
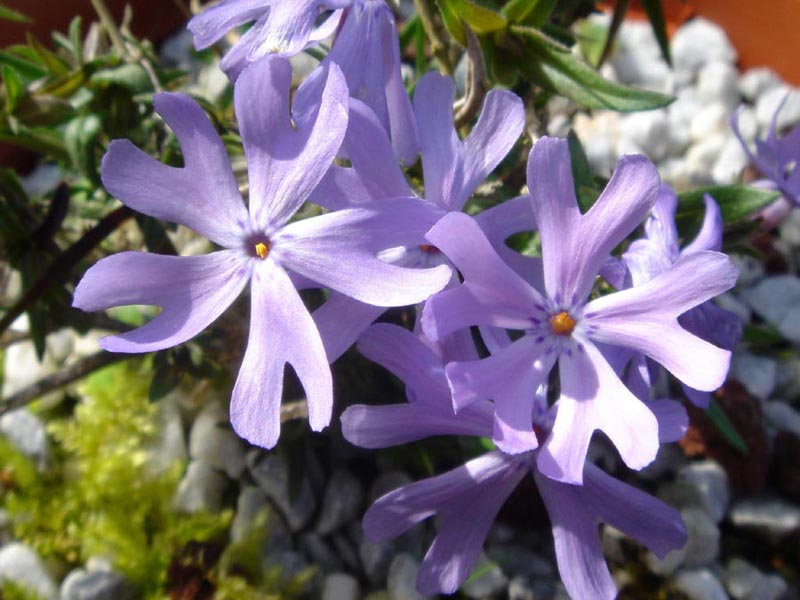
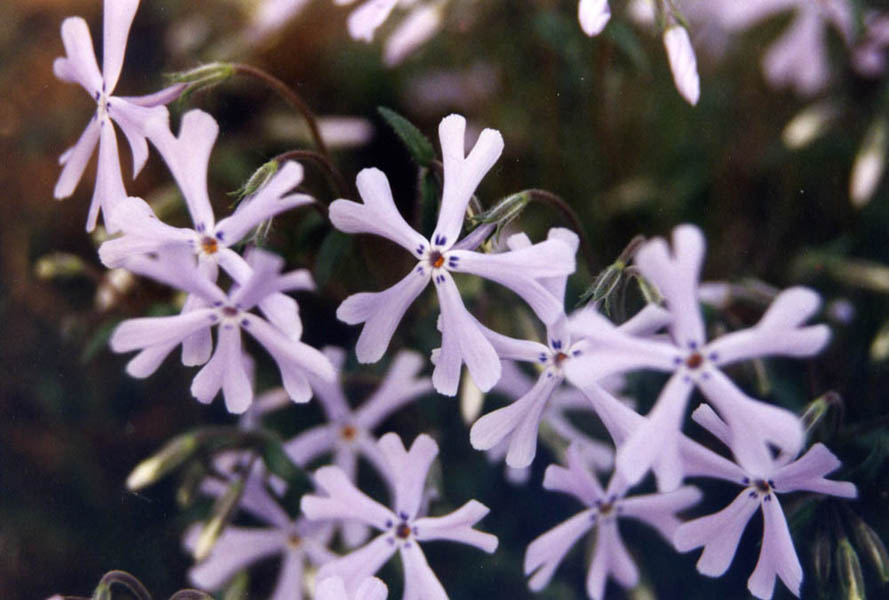
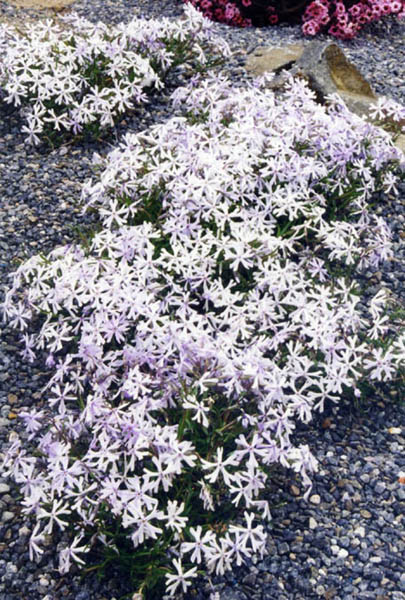
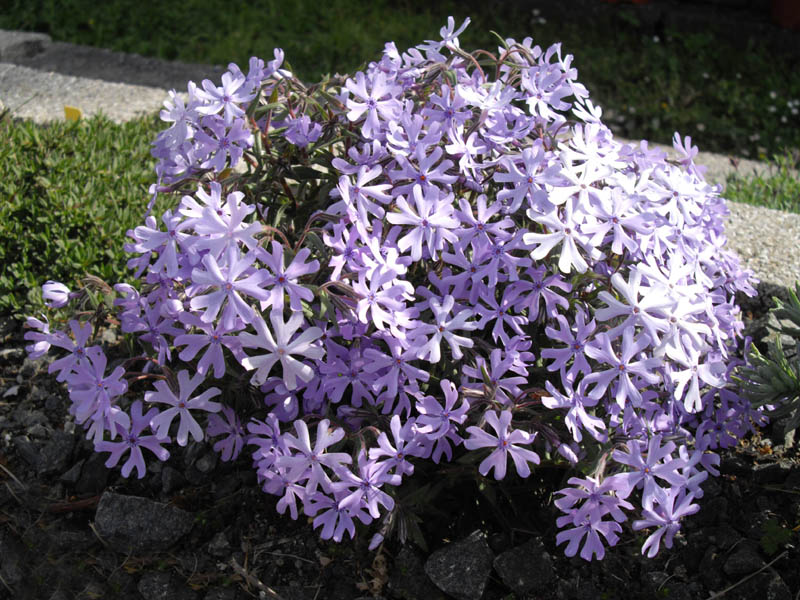